# N sambo
 N_sambo (Livorno, 1979) è un musicista italiano.

## Biografia
N_sambo esordisce con l'etichetta italiana Snowdonia Dischi pubblicando alla fine del 2010 l'album strumentale "Sofà Elettrico". È un disco caratterizzato da sonorità elettroniche in cui sintetizzatori e drum machine convivono con strumenti acustici ed elettrici, che vengono processati con dei software fino a snaturarne il suono.
Nel 2011 esce il secondo album, "Suspended", pubblicato dall'etichetta svedese Electric Fantastic Sound. A differenza di "Sofà Elettrico", "Suspended" è caratterizzato dalla presenza di un cantato in lingua inglese e da sonorità maggiormente distorte.
A Marzo 2014 è la volta del terzo album, "Argonauta", nato dalla collaborazione con lo scrittore Lucio Tirinnanzi, autore di tutti i testi. In bilico tra sonorità vintage ed elettronica, viene raccontata la storia di un viaggio tra mondi e personaggi immaginari attraverso un concept album di tredici tracce. “Argonauta” vede la partecipazione di Alessandro Quaglierini al basso, Dario Gentili alla batteria, Valerio Ianitto ai sintetizzatori e Davide Morelli ai sassofoni. Inoltre molti musicisti sono stati ospitati nelle sessioni di registrazione, tra cui Simone Lenzi (ne “L'incontro”), autore e cantante dei Virginiana Miller, nonché la band livornese degli Appaloosa al completo (in “Tutto può cambiare”), Federico Melosi dei Jackie O's Farm (in "Supernova (parte II)").

## Discografia

### Album in studio
- Argonauta (Cappuccino Records/Audioglobe/Urtovox, Marzo 2014):

1. Lancio
2. Argonauta
3. Atmosfere nuove
4. Milky Way
5. Nella rete
6. L'incontro
7. Sensi inversi
8. Ruderi alieni
9. Astropirati
10. Tribù Femi Gu
11. Tutto può cambiare
12. Supernova (parte I)
13. Supernova (parte II)
- Suspended (Electric Fantastic Sound, Novembre 2011):

1. Suspended
2. Bar
3. Electric Shock
4. Film
5. Electro_pop
6. Limbo
7. When I'm alone
8. Cutoff
9. Vertigo
10. I'm in love
- Sofà Elettrico (Snowdonia Dischi, Dicembre 2010):

1. La giornata di Cloe
2. Sofà
3. Arance
4. Tre
5. Aa
6. Novembre
7. Nòvotocco
8. Zappaterra
9. Feedback
10. Piano, piano
11. Edizione straordinaria
12. Arpeggio
13. Drake

## Videoclip
- 2010 - Tre (prodotto da P&M Bruciati)
- 2011 - Suspended (prodotto da P&M Bruciati)
- 2012 - Two pieces of piper: Take up thy stethoscope and walk (prodotto da P&M Bruciati) | Tributo a "The piper at the gates of dawn" dei Pink Floyd
- 2014 - Tutto può cambiare (prodotto da P&M Bruciati)
- 2014 - L'incontro (prodotto da P&M Bruciati)

## Soundtrack
Il brano "Drake" (tratto da "Sofà Elettrico") è colonna sonora del cortometraggio "Saliva" (regia di Marco Bruciati).

## Formazione studio/live

### Formazione della band
- N_sambo - chitarra elettrica, voce, synth, chitarra acustica
- Alessandro Quaglierini - basso, cori
- Valerio Ianitto - synth, laptop, hang
- Federico Melosi - batteria
- Davide Morelli - sassofono

### Collaboratori in studio
Giacomo Iasilli (basso, synth), Davide Morelli (sassofoni), Dario Arnone (batteria), Luca Valdambrini (organo, pianoforte), Francesco Zerbino (batteria), Valerio Fantozzi (basso), Simone Luti (basso), Giorgio Trumpy (basso, synth), Lucio Tirinnanzi (chitarra), Jody Guetta (percussioni), Stefano Contesini (tromba).

### Ex membri
- Dario Arnone - batteria
- Giorgio Trumpy - basso, synth
- Dario Gentili - batteria